# Liparis major
Liparis major är en orkidéart som beskrevs av Rudolf Schlechter. Liparis major ingår i släktet gulyxnen, och familjen orkidéer. Inga underarter finns listade i Catalogue of Life.